# Aurélien Wiik

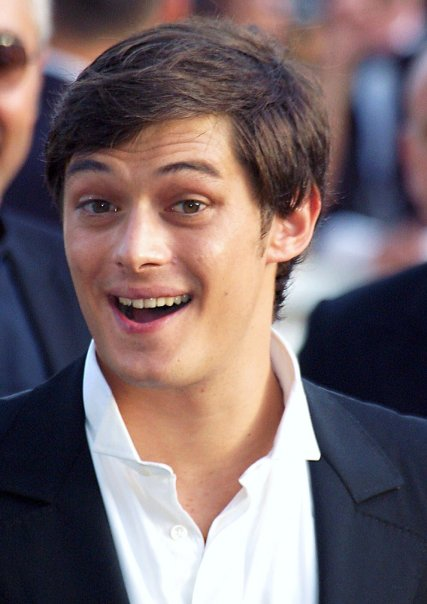
Aurélien Wiik (2007)

Aurélien Wiik (* 24. September 1980 in Luc-sur-Mer, Calvados) ist ein französischer Schauspieler.

## Leben
Bekannt wurde Aurélien Wiik mit der Titelrolle in Claude Pinoteaus Lisa und Antoine (1993). Es folgten weitere Hauptrollen wie der des schlaflosen Basile in Le Garçon qui ne dormait pas (1994) und des Jeff in Les Faux-frères (1995). 1997 folgte ein Auftritt als Pierrot neben internationalen Stars wie Sophia Loren, Philippe Noiret und Marianne Sägebrecht in Roger Hanins Soleil. Im Episodenfilm Drogenszenen spielte Aurélien Wiik 2000 unter der Co-Regie der Lelouch-Söhne Seb und Simon Lelouch den Enkel von Sophie Hardy und Darry Cowl. Es folgten unter anderem Coline Serreaus Chaos (2001), Was Frauen wirklich wollen (2004) und die Rolle des Jean Lupin in Lupin (2004).

## Filmografie (Auswahl)
- 1994: Clementine und die kleinen Gauner (Cache Cash)
- 1996: Julie Lescaut (Fernsehserie, 1 Folge)
- 1999: Meine schöne Schwiegermutter (Belle maman)
- 2000: Drogenszenen (Scénarios sur la drogue)
- 2003: Sem Ela (Sans Elle)
- 2004: Arsène Lupin – Der König unter den Dieben (Arsène Lupin)
- 2004: Was Frauen wirklich wollen (Tout le plaisir est pour moi)
- 2007: Frontier(s) – Kennst du deine Schmerzgrenze? (Frontière(s))
- 2008: Rekruten des Todes (Secret défense)
- 2010: Djinns – Dämonen der Wüste (Djinns)
- 2018: Der Palast des Postboten (L’incroyable histoire du facteur Cheval)
- 2019: Der Basar des Schicksals (Le Bazar de la Charité)
- 2020: Engrenages (Fernsehserie, 1 Folge)
- 2021: Luther (Fernsehserie, 6 Folgen)